# Haselbach (Baviera)
Haselbach é um município da Alemanha, situado no distrito de Straubing-Bogen, no estado da Baviera. Tem 18,45 km² de área, e sua população em 2019 foi estimada em 1.888 habitantes.